# ينبع الصناعية
ينبع الصناعية منطقة توجد في مدينة ينبع في المملكة العربية السعودية على الساحل الغربي غرب منطقة المدينة المنورة مطلة على البحر الأحمر، تعد ثاني أكبر مجمع صناعي في السعودية، وقاعدة من قواعد التصنيع الثقيل فيها، تأسست في عهد الملك خالد بن عبد العزيز عام 1979م، وفيها شركات صناعية كبيرة مثل: سابك وأرامكو، وبها معالم عديدة منها المركز السياحي وتشتهر بكثرة الحدائق وتوفر الخدمات وتحتوي على ميناء الملك فهد الصناعي بينبع، وتضم مشاريع ينبع الصناعية مشاريع بتروكيميائية، ترتكز على البترول وتصنيعه، وما يتعلق بذلك من معامل فنية، ومستودعات ضخمة، ومصفاة لتكرير البترول، وخطين ضخمين للأنابيب يمتدان على مسافة 1200 كيلومتر بين الخليج العربي والبحر الأحمر. تم إعتمادها من قِبل اليونيسكو كـ«مدينة تعلُّم» ضمن الشبكة العالمية لمدن التعلم.

## الموقع والجغرافيا
تقع مدينة ينبع الصناعية في جنوب مدينة ينبع على بعد 180 كم غرب المدينة المنورة ، وعلى بعد 260 كم شمال مدينة جدة. وتحظى بمقومات سياحية نظراً لوقوعها بإقليم تهامة على الشريط الساحلي للبحر الأحمر. تقع مدينة ينبع الصناعية على طريق الملك عبد العزيز وهو الطريق الرئيسي الذي يربط مدينة جدة بالمناطق الواقعة على ساحل البحر الأحمر. والجزء الواقع في حدود مدينة ينبع الصناعية يتكون من ستة مسارات، وهو بمثابة الشريان الرئيسي الذي يشكل المحور المركزي للتنمية الصناعية في المنطقة. وتتفرع من هذا الطريق طرق فرعية إلى المناطق السكنية والصناعية.
وتغطي شبكة الطرق بمدينة ينبع الصناعية حوالي 460 كلم من الطرق المعبدة، وتوفر حركة مرور سريعة وآمنة وملائمة تسهل الانتقال داخل المدينة. إن شبكة الطرق الرئيسية داخل المنطقة السكنية تمثل حدوداً تطوق أحياء المدينة الأربعة عشر. ويتم تنظيم حركة السير عن طريق أجهزة تحكم متزامنة ومبرمجة على الحاسب الآلي.
إلى جانب الطرق، توجد ممرات المشاة التي تربط المناطق السكنية بالمراكز التجارية في الأحياء والمرافق الأخرى التي يرتادها السكان كثيراً مثل: الشقق السكنية، والمدارس، والمرافق الترفيهية. وهذه الممرات الرائعة التشجير تشكل جزءاً مكملاً لنظام الساحات المكشوفة التي تزخر بها المدينة وخطة الترفيه وتساهم بدرجة كبيرة في تأمين سلامة المشاة.

## الاستثمار في ينبع الصناعية

### الفرص الصناعية
على الرغم من بعد ينبع بما يزيد عن 1000 كيلو متر من حقول الزيت في المنطقة الشرقية من المملكة العربية السعودية، إلا أنها مرتبطة بشكل مباشر بالثروات البترولية في المنطقة الشرقية، ينقل خط الأنابيب العابر للمملكة الزيت الخام وسوائل الغاز الطبيعي إلى ينبع للتصدير وللاستخدام كوقود ومواد خام للصناعات الرئيسية في المدينة والتي تقوم بدورها بتصنيع المنتجات مثل: البتروكيماويات السائبة التي تصبح مواد خام لشركات التصنيع المتلقية، كذلك توجد قريباً من ينبع في المنطقة الغربية من المملكة ترسبات كبيرة من المعادن بما في ذلك خام الحديد والفوسفات والجبس والنحاس.

### الفرص التجارية
تتضمن الفرص لاستثمار القطاع الخاص في التطوير السكني والتجاري تطوير وتشييد محلات التجزئة والمكاتب التجارية وإدارة عقود إيجارها. ولا شك أن النمو في المنطقة السكنية الدائمة في مدينة ينبع الصناعية سيؤدي في النهاية إلى زيادة الطلب على جميع أنواع السلع والخدمات بالتجزئة. وتتضمن فئات التجزئة المستفيدة من النمو السكاني وستتركز مشاريع التطوير التجاري الكبرى بشكل أساسي في مركز المدينة بحي فهد. وبالإضافة إلى ذلك يوفر مركز المدينة فرصاً كبيرة لإنشاء المشاريع الممولة من القطاع الخاص.

## ينبع 2
يقام مشروع (ينبع 2) وهي مدينة رديفة للهيئة الملكية ازدادت أهميتها بسبب قربها من مدينة الملك عبد الله الاقتصادية التي يجري إنشاؤها بين جدة ورابغ. ويتوقع أن يزيد عدد سكان ينبع الصناعية إلى الضعف خلال السنوات القليلة القادمة وذلك بسبب التوافد إليها من جميع المناطق داخل المملكة للعمل في مشاريع ينبع2. من المتوقع أن يجتذب مشروع ينبع2 فرصا وظيفية تفوق عدد (20٬000) وظيفة وقيمة استثمارات تقدر بـ (115) ريال سعودي. من أهم الشركات والمصانع الموجودة في منطقة ينبع 2 هي مصفاة لتكرير زيوت التشحيم، ومصنع لإنتاج مادة ثاني أكسيد التيتانيوم، ومصنع لإنتاج الحديد، ومصنع لإنتاج الغازات الصناعية، وجميع الشركات والمصانع السابقة تعمل باستثمار محلي، أما فيما يتعلق بالاستثمارات الأجنبية في ينبع 2 فنجدها في مشروع لإنتاج زيوت التشحيم وهو مشروع مشترك مع شركة ألمانية، وشراكة مع مستثمرين خليجيين في مشروع للصناعات الحديدية ومصنع لإنتاج البولي سيليكون.

## كليات جامعية
تضم الهيئة الملكية كليتين هما:
- كلية ينبع الصناعية
- كلية ينبع الجامعية